# 吉行エイスケ
吉行 エイスケ（よしゆき えいすけ、本名:栄助、1906年（明治39年）5月10日 - 1940年（昭和15年）7月8日）は、日本のダダイスト詩人、小説家。

## 概要
アナキズムに傾倒し、旧制第一岡山中学校（現・県立岡山朝日高校）を4年時に退学し詩作に励む。その翌年当時まだ学生の吉行あぐり（旧姓、松本）と結婚し、長男の吉行淳之介が生まれるが暮らし向きは良くなかった。
上京後、詩人の辻潤、清沢清志、高橋新吉らと交友を通し、『ダダイスム』を発行、1926年『虚無思想』を新居格らと主宰し新興芸術派の旗手と目されるが、1933年には断筆した。1940年に狭心症のため、34歳で急死した。昨日まで元気であったが突然の事であったとのこと。

## 略歴
- 1906年 岡山県御津郡金川町（現在の岡山市北区御津金川）に土木請負業（吉行組）を営む吉行澤太郎、盛代の長男として生まれる。
  - 吉行組は、エイスケの弟が後継し、現在も盛業中。
- 1922年 第一岡山中学校（現在の県立岡山朝日高校）中退。東京の目白中学に在籍。
- 1923年 吉行あぐりと結婚し岡山市桶屋町（現在の岡山市北区平和町・磨屋町・野田屋町一丁目）に転居
- 1924年 『売恥醜文』創刊号を出す。長男吉行淳之介誕生。
- 1926年 東京に転居。『虚無思想』創刊号を出す。
- 1929年 『葡萄園』同人となる。この頃上海に数度渡っている。
- 1930年 『近代生活』同人となる。
- 1934年 文筆活動を辞め、株式を生業とする。
- 1935年 長女吉行和子誕生。
- 1939年 次女吉行理恵誕生。
- 1940年 狭心症で急死した。墓所は岡山市北区御津金川。

## 評価
この当時の厭世観・閉塞感から、ダダイスムが流行したが、第二次世界大戦に向かっていく時代もあり、徐々にその活躍を許される場は減っていった。そのために筆を折ったが、文筆活動そのものには未練が無かったようで死後の本棚には、文学関連の書籍はただの2冊しかなく、残りは全て株に関するものであった。エイスケのその生涯は、ダダイスムを実践するようなところがあり、退学以前には友人を東京まで連れてゆき、芸者と人力車を一日借り切って乗り回したり、不倫相手と子どもを一緒に旅行につれて行くなど破天荒であった。
自身の子どもに対して、気分次第で怒鳴り散らすことが多かったが、新作の玩具が出るとそれをもとに一緒に遊んだり、当時珍しかった車を購入してドライブにつれていく側面もあった。ただ、学歴に関してかなり軽視をしていたようで、淳之介に対し進学する必要はないと常々口にしていた。
急死する頃には、身上をほとんど食いつぶし、生活資金は妻のあぐりに頼っており、家屋敷は二重に抵当に入っていたように、株式には才覚がなかった。
新感覚派と新興芸術派が当時流行であり、新興芸術派の旗手として活動したが、新興芸術派自体が日本の文壇において、後世の評価としては極めて低いと言わざるを得ない。息子の淳之介ですら「父の小説を終わりまで読んだものは、一作もない」と言い、また冬樹社から全集を出したいので許可が欲しいといわれたときも「許可を出すのは構わないが、私は売れるとは思わない」と答えたという。妻のあぐりはその活動を評価していたが、作品そのものは「難解で分からなかった」と述懐している。同時代を生きた伊藤整は、「読むにたえる小説は新興芸術派にはなかった」と評している。

### 刊行物
冬樹社から全集が出ていたが、当時はまったく売れず、絶版となった。しかし、連続テレビ小説『あぐり』で野村萬斎の演じた「エイスケさん」が注目された影響もあって、1997年、国書刊行会から『吉行エイスケ、作品と世界』、文園社から『吉行エイスケ作品集』が相次いで出版された。また、2001年より、ゆまに書房から、彼の著作である新興芸術派叢書の『女百貨店』、同じく『新種族ノラ』、紀行文集『新しき上海のプライヴェート』が復刻出版されている。

## 代表的な著作
- スポールティフな娼婦
- バルザックの寝巻姿
- 女百貨店
- 職業婦人気質
- 新種族ノラ
- 戦争のファンタジイ
- 大阪万華鏡
- 地図に出てくる男女
- 東京ロマンティック恋愛記
- 飛行機から墜ちるまで
- 孟買挿話
- 恋の一杯売

## 家族
美容師の吉行あぐりは妻。小説家の吉行淳之介は長男、女優の吉行和子は長女、詩人の吉行理恵は次女である。